# Абаза Ілля Андрійович
Ілля́ Андрі́йович Абаза́ (рос. Илья Андреевич Абаза; пом. після 1727) — молдавський боярин і ворник Бутушайський , який прийняв російське підданство. Започаткував російський дворянський рід Абазів.

## Біографічні відомості
1676 року Ілля Абаза отримав підтверджувальну грамоту на спадкові помістя.
Наприкінці грудня 1710 року Ілля Абаза та Іван Міреску як представники господаря Молдавського князівства Димитрія Кантеміра таємно зустрілися в Києві з російським царем Петром I та передали йому пропозиції про укладення російсько-молдавського договору .
25 травня (5 червня) 1711 року у місті Яворів (у той час належало Польщі, нині один із районних центрів Львівської області України) Ілля Абаза прийняв російське підданство. Того ж дня Абазі надали звання полковника. 1718 року йому надали 46 дворів у селі Дворічна (Волоський Кут), нині селище міського типу, один із районних центрів Харківської області.
Дружиною Іллі Абази була донька молдавського боярина та ключерула Єлизавета Федорівна Русулова. Мав п'ятеро синів (Лук'ян, Іван, Євстратій, Костянтин, Микола) та дві доньки (Марія, Анна).